# Campeonato Mundial de Gimnasia Rítmica de 1994
El XVIII Campeonato Mundial de Gimnasia Rítmica se celebró en París (Francia) entre el 6 y el 9 de octubre de 1994 bajo la organización de la Federación Internacional de Gimnasia (FIG) y la Federación Francesa de Gimnasia.

## Resultados
| Evento                           | Oro | Plata                                                                                       | Bronce                       |
| -------------------------------- | --- | ------------------------------------------------------------------------------------------- | ---------------------------- |
| Concurso completo ind.           | Maria Petrova Bulgaria 38,900 pts.                                                                          | Larisa Lukianenko Bielorrusia / Amina Zaripova Rusia 38,850 pts.                            |                              |
| Pelota                           | Ekaterina Serebrianskaya · Ucrania / · Elena Vitrichenko · Ucrania · 9,875                                  |                                                                                             | Maria Petrova Bulgaria 9,825 |
| Mazas                            | Ekaterina Serebrianskaya · Ucrania · 9,900                                                                  | Maria Petrova Bulgaria 9,825                                                                | Amina Zaripova Rusia 9,800   |
| Cinta                            | Ekaterina Serebrianskaya · Ucrania · 9,900                                                                  | Maria Petrova · Bulgaria / · Amina Zaripova · Rusia / · Elena Vitrichenko · Ucrania · 9,850 |                              |
| Aro                              | Larisa Lukianenko · Bielorrusia / · Ekaterina Serebrianskaya · Ucrania / · Maria Petrova · Bulgaria · 9,875 |                                                                                             |                              |
| Grupos concurso completo         | Rusia 38,925                                                                                                | España · 38,700                                                                             | Bulgaria 38,675              |
| Grupo (6 con cuerda)             | Rusia 19,587                                                                                                | Bulgaria 19,537                                                                             | España · 19,400              |
| Grupos (4 con aro + 2 con mazas) | Bulgaria 19,550                                                                                             | Rusia 19,400                                                                                | España · 19,325              |

## Medallero
| Núm. | País        | Oro | Plata | Bronce | Total |
| ---- | ----------- | --- | ----- | ------ | ----- |
| 1    | Ucrania     | 5   | 1     | 0      | 6     |
| 2    | Bulgaria    | 3   | 3     | 2      | 8     |
| 3    | Rusia       | 2   | 3     | 1      | 6     |
| 4    | Bielorrusia | 1   | 1     | 0      | 2     |
| 5    | España      | 0   | 1     | 2      | 3     |

- Datos: Q2559395
- Multimedia: 1994 Rhythmic Gymnastics World Championships / Q2559395